# Lieutenant-gouverneur au Canada
Au Canada, un lieutenant-gouverneur ou une lieutenante-gouverneure (anglais : lieutenant governor) est le représentant du monarque dans une province.
Les lieutenants-gouverneurs sont nommés par le gouverneur général du Canada sur l'avis du premier ministre. Ils restent généralement en fonction pendant cinq ans. Depuis un jugement du Comité judiciaire du Conseil privé, ils sont considérés représentants du monarque et non pas du gouvernement fédéral.
Dans les territoires, le poste équivalent est celui de commissaire.

## Terminologie
Le féminin de lieutenant-gouverneur est lieutenante-gouverneure. Si le terme s'écrit tout en minuscules, les deux noms prennent la majuscule pour qualifier la personne dans les formules d’appel et de salutation, précédées de l'adresse  « Son Honneur l'honorable », notamment dans un courrier.
Le titre de courtoisie « Son Honneur » s’écrit avec deux majuscules et est réservé aux lieutenants-gouverneurs ou aux lieutenantes-gouverneures en cours de mandat, en plus du titre d’honorable qu’ils ou elles portent à vie. La combinaison Son Honneur l’honorable paraît redondante, mais s’explique par le fait que les deux titres sont sanctionnés de manière distincte.

## Nomination
L'article 58 de la Loi constitutionnelle de 1867 prévoit : 

« Il y aura, pour chaque province, un officier appelé lieutenant-gouverneur, lequel sera nommé par le gouverneur-général en conseil par instrument sous le grand sceau du Canada. »

La Constitution prévoit que les lieutenants-gouverneurs restent en fonction au moins cinq années, à moins d'être révoqués avec l'accord des deux chambres du Parlement du Canada.
En application du principe du gouvernement responsable, le « gouverneur-général en conseil » signifie le gouvernement du Canada, généralement en consultation avec le premier ministre de la province concernée,,. Les lieutenants-gouverneurs canadiens se différencient des gouverneurs des États australiens qui sont nommés directement par la reine sur conseil du gouvernement de l'État.
Contrairement au gouverneur général, qui fut pendant longtemps choisi parmi les pairs ou, du moins, les Britanniques, les lieutenants-gouverneurs sont depuis 1867 surtout des Canadiens ou des personnes résidant au Canada depuis longtemps, même si, jusqu'à la résolution Nickle en 1919, certains ont reçu des titres de chevalerie. La nomination au poste de lieutenant-gouverneur sert souvent à promouvoir des femmes ou des membres de minorités. La première femme lieutenant-gouverneure a été Pauline Mills McGibbon en Ontario de 1974 à 1980.
Depuis 2012, le premier ministre est conseillé pour les nominations par un comité consultatif sur les nominations vice-royales.
En cas de vacance, le gouverneur général peut nommer un administrateur qui exerce les fonctions du lieutenant-gouverneur jusqu'à une nouvelle nomination permanente. L'administrateur est généralement un juge d'une cour supérieure.

## Fonction
Nommé par le gouverneur général sur les conseils du premier ministre du Canada et rémunéré par le gouvernement fédéral, le lieutenant-gouverneur est néanmoins, selon les termes d'une décision rendue en 1892 par le Comité judiciaire du Conseil privé, « tout autant le représentant de Sa Majesté, pour les besoins du gouvernement provincial, que l'est le gouverneur général pour les besoins du gouvernement du Dominion ».
Le lieutenant-gouverneur est ainsi chargé d'ouvrir, proroger ou dissoudre l'assemblée législative provinciale, sanctionner les projets de loi, adopter les décrets et accorder l'approbation préalable aux projets de loi de finances. Le lieutenant-gouverneur est aussi chargé d'assermenter le premier ministre provincial.
La Loi constitutionnelle de 1867 accorde au lieutenant-gouverneur le droit de refuser de sanctionner un projet de loi ou, par le biais du pouvoir de désaveu et de réserve, de le soumettre à l'accord du gouvernement fédéral. Ce pouvoir, fréquemment utilisé au début de la Confédération, est aujourd'hui tombé en désuétude. Le dernier lieutenant-gouverneur à réserver un projet de loi était en Saskatchewan en 1961.

## Liste

### Lieutenants-gouverneurs
| Province                | Nom                 | Entrée en fonction |
| ----------------------- | ------------------- | ------------------ |
| Alberta                 | Salma Lakhani       | 26 août 2020       |
| Colombie-Britannique    | Janet Austin        | 24 avril 2018      |
| Île-du-Prince-Édouard   | Wassim Salamoun     | 17 octobre 2024    |
| Manitoba                | Anita Neville       | 24 octobre 2022    |
| Nouveau-Brunswick       | Louise Imbeault     | 22 janvier 2025    |
| Nouvelle-Écosse         | Mike Savage         | 13 décembre 2024   |
| Ontario                 | Edith Dumont        | 14 novembre 2023   |
| Québec                  | Manon Jeannotte     | 25 janvier 2024    |
| Saskatchewan            | Bernadette McIntyre | 31 janvier 2025    |
| Terre-Neuve-et-Labrador | Joan Marie Aylward  | 14 novembre 2023   |

### Commissaires
| Territoire                | Nom            | Entrée en fonction |
| ------------------------- | -------------- | ------------------ |
| Nunavut                   | Eva Aariak     | 14 janvier 2021    |
| Territoires du Nord-Ouest | Gerald Kisoun  | 14 mai 2024        |
| Yukon                     | Adeline Webber | 31 mai 2023        |